# 阿列省
阿列（法語：Allier，法語：[alje] ⓘ）是法國的一個省（編號03），位於法國中央。属于奥弗涅-罗讷-阿尔卑斯大区。阿列省的名字来自于横贯该省的阿列河。
阿列省包括波旁王朝的老家，过去的行省波旁。

## 歷史
阿列省是1790年3月4日法國大革命時所創建的83省之一，由昔日的奧弗涅及波旁省組成。当时阿列省分七个区，以下分59个县。1791年时阿列省共有267,126名居民。当时省会就已经是穆蘭了。
1800年2月17日阿列省进行行政区划改革，改为四个区。1926年9月10日再次改革，改为三个区。
1940年以貝當為首的法國政府向德國投降，將政府所在地遷至維琪城（Vichy）。請見維琪法國。

## 地理
阿列省屬於奥弗涅-罗讷-阿尔卑斯大区，被涅夫勒省（北）、索恩-盧瓦爾省（东）、盧瓦爾省（东南）、多姆山省（南）、克勒茲省（西南）、謝爾省（西北）等六個省份包圍。

## 城市
最大的城市（人口数为1999年数据）：
- 蒙吕松（41,362人）
- 維希（26,528人）
- 穆蘭（21,892人）

## 经济
阿列省是奧弗涅大区最主要的农业生产地。維希的矿泉水在全世界享有盛誉。

## 居民
除蒙吕松、維希和穆蘭三个比较大的城市外阿列省的其它城市均相当小。大多数这些城市位于省内的河流边上。总的来说阿列省人口密度比较小。19世纪末由于蒙吕松和穆蘭的工业发展以及維希的温泉利用的发展阿列省的人口增加，曾一度超过420,000人。第一次世界大战后其人口开始减少。1960年代曾经短时间再度增加，此后不断下降。1968年为386,533人，1999年为344,721人。